# Merdeiro

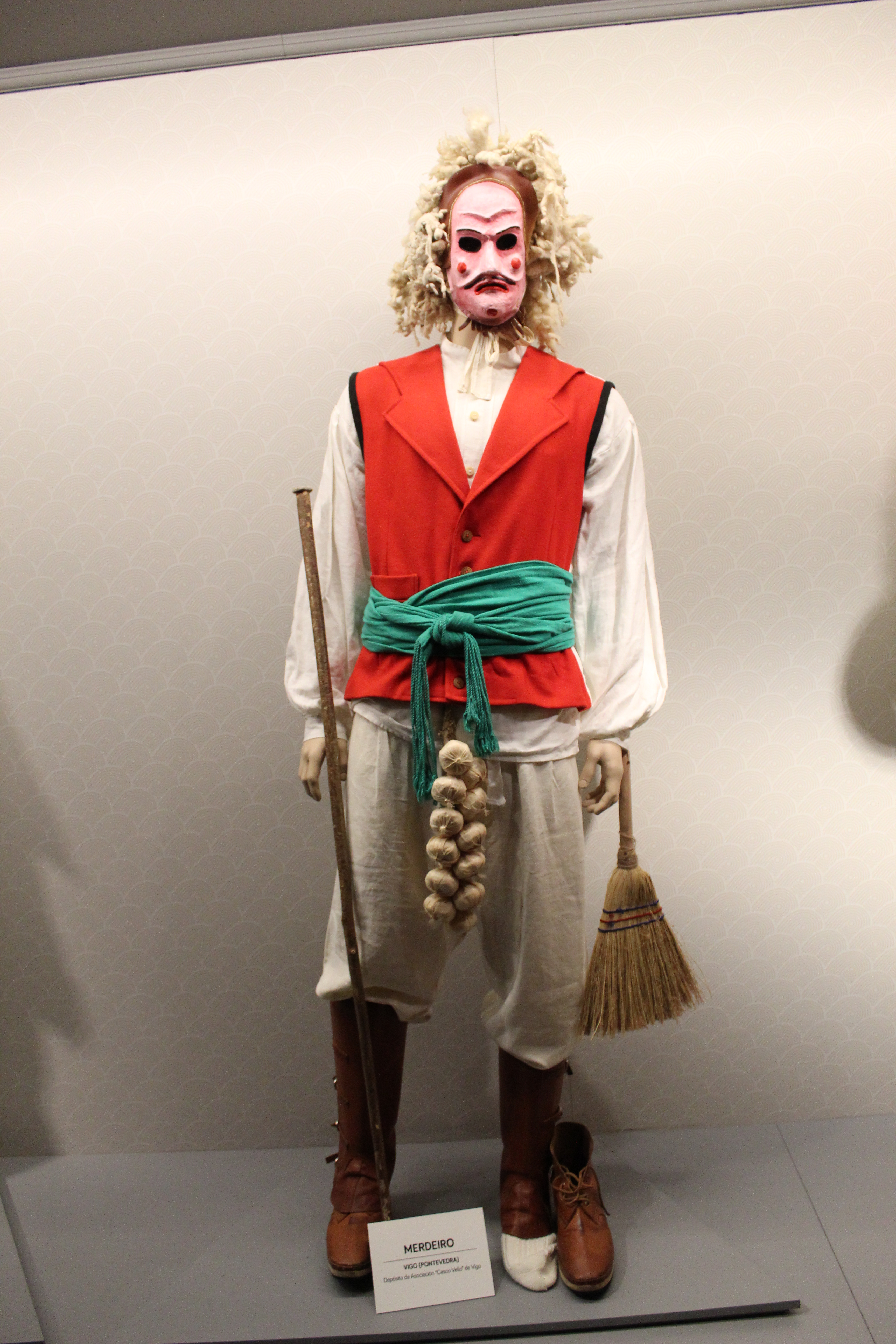
Merdeiro en el Museo Gallego del Entroido.

El merdeiro es un personaje del entroido de Vigo de carácter popular que desapareció durante la década de 1920 debido a ordenanzas municipales que atacaban su figura así como otras costumbres transgresoras de la fiesta. Después de ocho décadas en el olvido, la figura del merdeiro volvió a resurgir a comienzos del siglo XXI  y desde entonces están incluidos en la programación oficial de la fiesta.

## Historia y características
Vestirse en el entroido de merdeiro era una tradición habitual entre los marineros de la ribera viguesa. Su objetivo era incordiar a la gente durante la fiesta del entroido, restregando indiscriminadamente a sus víctimas con restos de pescado podrido. El motivo de la creación de esta figura fue la rivalidad existente entre marineros y campesinos. La vestimenta era una imitación de los escabicheiros, personas del rural que recogían los restos de pescado o escabiches y vaciaban los pozos negros de la ciudad para abonar sus campos, exagerando los elementos del traje y los aperos más significativos: el gorro, los símbolos campesinos y el farol.
Su figura se interpreta como una eterna rivalidad entre marineros y campesinos, entre la lucha diaria contra el mar y la tranquilidad del campo. Sus diferentes espíritus son incompatibles y se manifiestan en todas las ocasiones con un mutuo desprecio, pues los campesinos tienen el íntimo convencimiento de la inferioridad emotiva de su vivir en contra posición de la lucha heroica de los marineros. En esta ocasión el crítico era el Merdeiro y el criticado el Escabichairo (gente de la labranza).
Llegando el carnaval, los marineros se transformaban en merdeiros con la intención de expresar, con más fuerza, sus animosidades con la gente del campo. Para ello solían vestirse como un escabicheiro, ridiculizando aquellos elementos del traje y aparejos de faena más representativos y exagerando su comportamiento ante la sociedad.
De manera general, el merdeiro acostumbra a vagar de modo improvisado por las calles de la Zona Vieja de Vigo en solitario o en reducidos grupos carente de alguna organización.
En este sentido, el merdeiro se comporta y se comportará molestando a toda la gente con la que se encuentre, llegando incluso a tirarle harina. En este papel que cumple en el carnaval vigués, la figura de este personaje deberá ser respetada en todos los niveles.

## El merdeiro en la tradición escrita
Su existencia está reflejada en la prensa de finales del siglo XIX  y comienzos del XX, y también por estudiosos del folklore gallego como Vicente Risco o Xaquín Lorenzo. En el carnaval vigués del año 2006 se procuró sentar una base teórica en un proyecto de recuperación de esta figura, con la publicación de un libro sobre el entroido vigués y con la primera salida a la calle de un grupo de merdeiros después de más de 80 años.